# La Voz All Stars (programa de televisión español)
La Voz All Stars es un concurso de talentos español basado en el formato  the Voice all stars original de los Países Bajos y parte de la franquicia internacional The Voice, creada por el productor de televisión neerlandés John de Mol bajo su empresa Talpa Media Holding.
El reality show inició su primera temporada en la televisión española el 22 de diciembre de 2023 bajo la producción de Boomerang TV con Atresmedia como productor ejecutivo y es conducido por Eva González , al igual que La voz, La Voz Kids y La voz Senior.

## Mecánica
El formato de The Voice fue ideado por John de Mol, creador de Gran Hermano, y se diferencia de otros concursos de talentos de canto porque consiste en elegir entre un grupo de concursantes –de distintas edades– a aquellos que destaquen por sus cualidades vocales sin que su imagen influya en la decisión del jurado, integrado por conocidos artistas que posteriormente dirigen su formación académica. El objetivo de este formato es tratar de encontrar la mejor voz de nuestro país.
Se trata de un formato extranjero, producido en diferentes lugares del mundo con mucho éxito en 2011. La voz cuenta con un jurado de cuatro profesionales, quienes de espaldas a los participantes los escucharán cantar. Cuando a alguno de ellos les guste lo que oyen, el entrenador en cuestión deberá pulsar el botón y su silla se dará la vuelta. Cuando uno o varios coaches se den la vuelta, será el propio concursante quien decida con qué juez quedarse, y el aspirante pasará a la siguiente fase. Finalmente, será el público el que decida el ganador en las galas en directo.
Lo novedoso de este concurso está en la dinámica del programa. A diferencia de otros certámenes de canto, esta versión agregó un ingrediente: los integrantes del jurado, que serán cuatro, permanecen de espaldas en el transcurso de la "audición a ciegas" de los participantes. Así, sólo a partir de la voz, cada juez seleccionará qué participantes quiere para su equipo. De esta forma, el concurso se subdivide en diferentes fases: la instancia del canto “a ciegas” y elección de concursantes, las batallas, el último asalto y, por último, la presentación de galas en directo, con la semifinal y la final.

## Equipo

### Presentadores
| Canal        |      |
| Edición      | 1    |
| Año          | 2023 |
| ------------ | ---- |
| Eva González |      |

### Coaches
| Canal          |      |
| Edición        | 1    |
| Año            | 2023 |
| -------------- | ---- |
| Luis Fonsi     |      |
| Pablo López    |      |
| Malú           |      |
| Antonio Orozco |      |

Coaches La Voz All Stars 2023
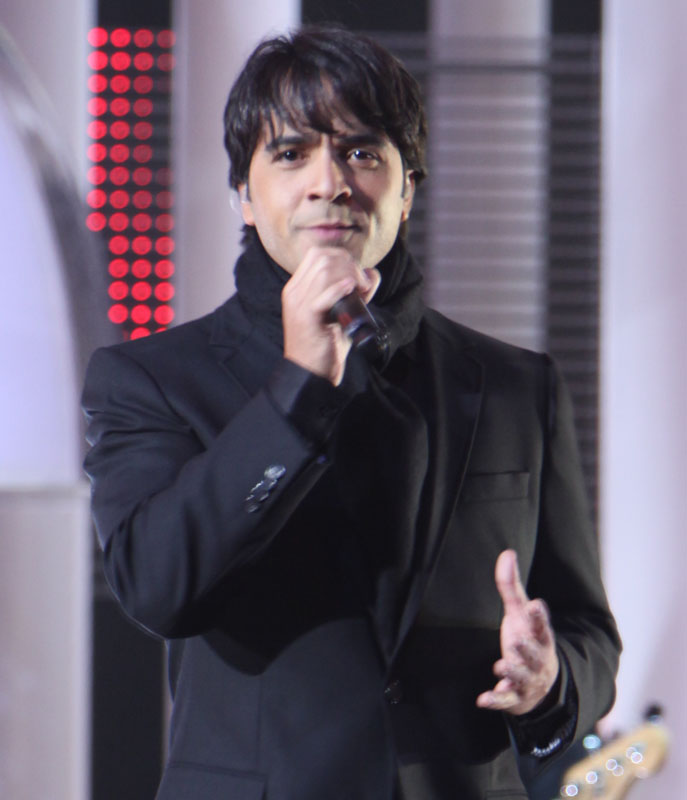
Luis Fonsi (2023-)
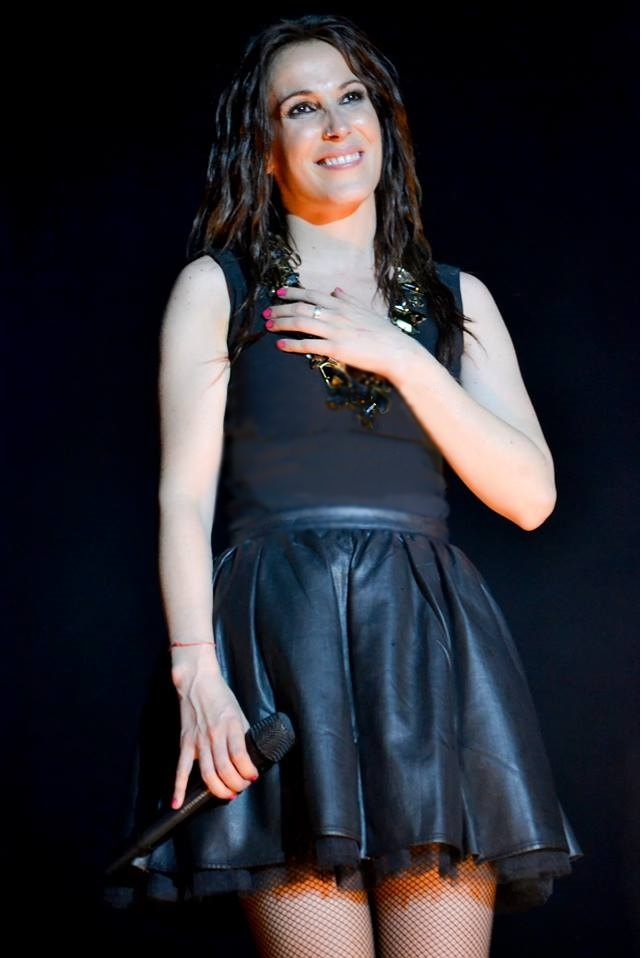
Malú (2023-)
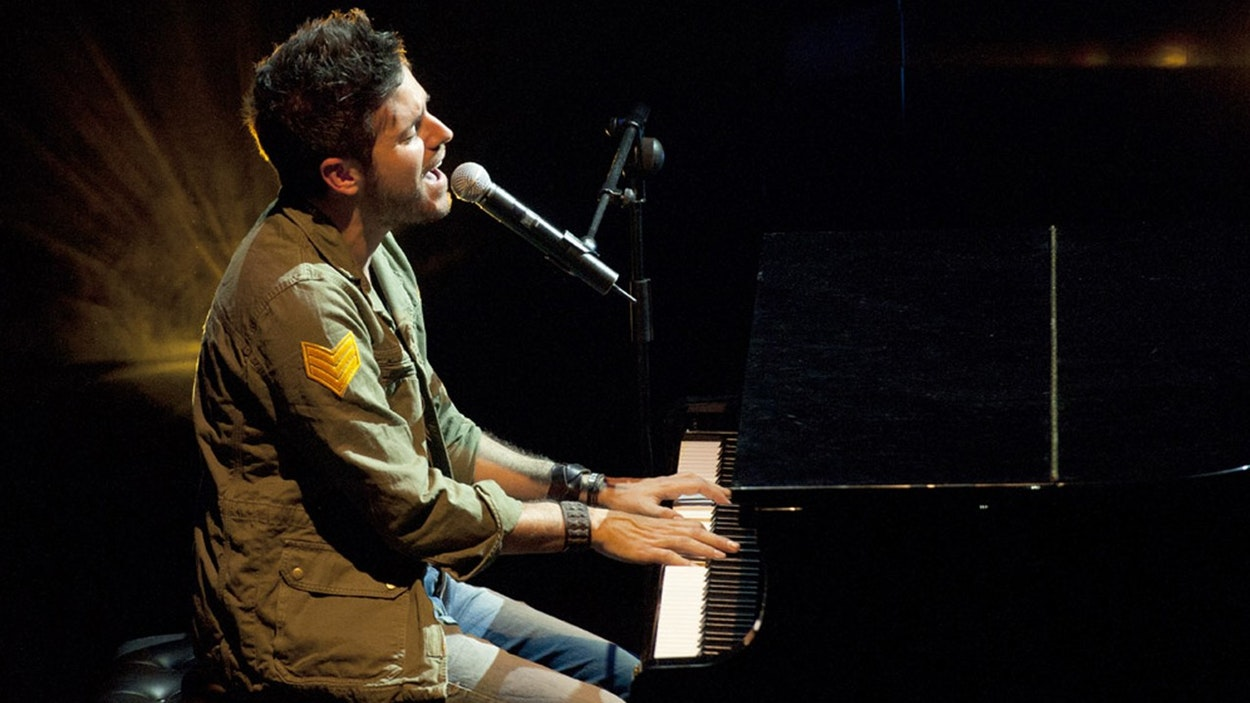
Pablo López (2023-)
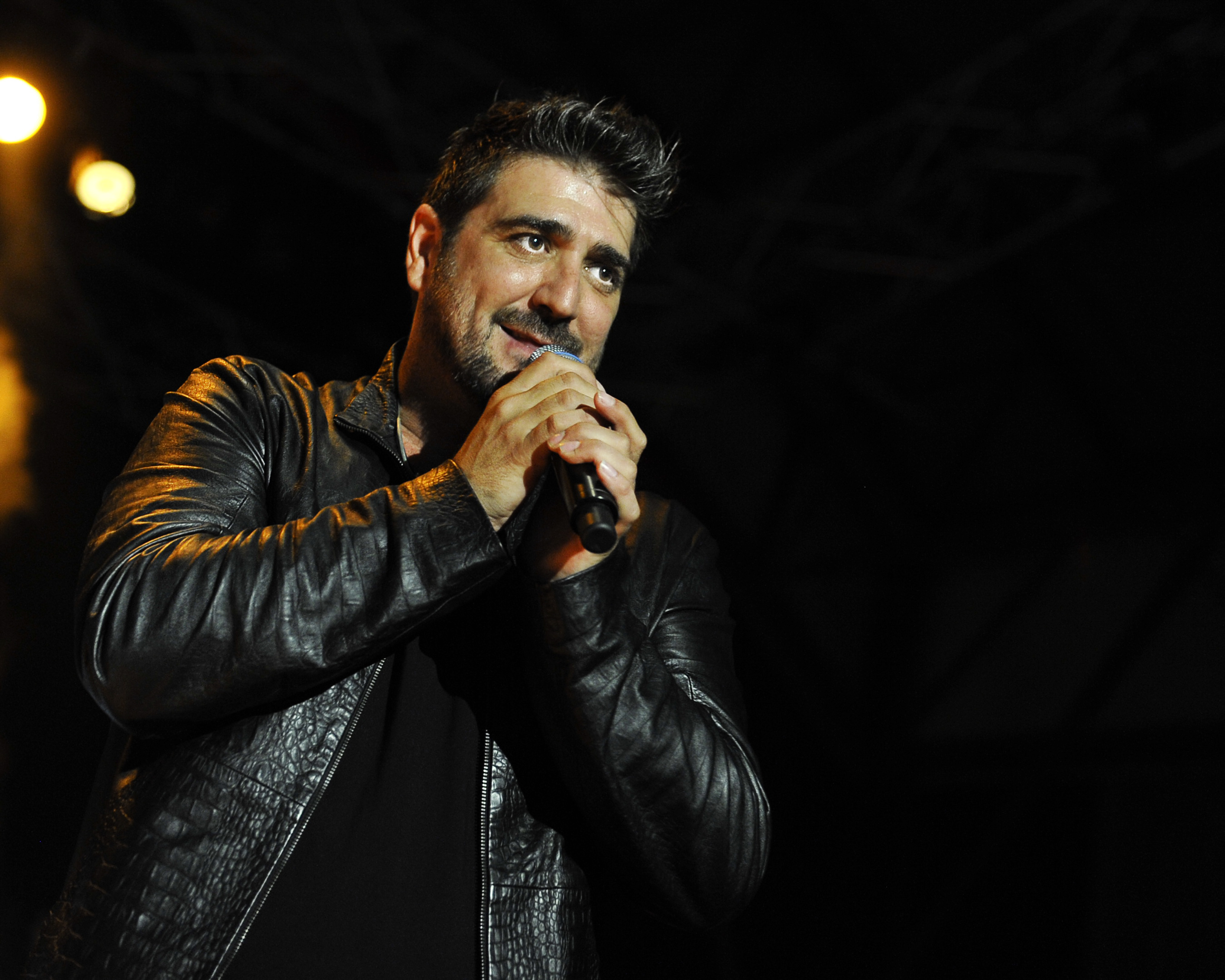
Antonio Orozco (2023-)

| style="background: khaki"| Christian
| style="background:#f0c4c4"| María

## Equipos (por orden de sillas)
| Temporada | Coaches / Entrenadores                                      | Coaches / Entrenadores                          | Coaches / Entrenadores                                    | Coaches / Entrenadores                         |
| 1         | Luis Fonsi                                                  | Pablo López                                     | Malú                                                      | Antonio Orozco                                 |
| --------- | ----------------------------------------------------------- | ----------------------------------------------- | --------------------------------------------------------- | ---------------------------------------------- |
| 1         | Dan Rain Gonzalo Alhambra Andrés Balado Carlos Ángel Valdés | Paula Espinosa Curricé Ana González Javier Erro | Diana Larios Rafael 'El Bomba' Marina Jiménez Besay Pérez | Toyemi Miguelichi Lopéz Auba Murillo Javi Moya |

     1.º lugar
     2.º lugar
     3.er lugar
     4.º lugar
- Los finalistas de cada equipo están ubicados al principio de la lista, en negrita.
- Los participantes están listados en el orden en el cual fueron siendo eliminados.
- Los participantes están ordenados según la temporada en la cual han participado y el entrenador con el que participaron.

## Coaches / Victorias
| Edición        | 1   |
| -------------- | --- |
| Luis Fonsi     | 4.º |
| Malú           | 2.º |
| Pablo López    | 3.º |
| Antonio Orozco | 1.º |

## Resumen
| Temporada | Inicio                  | Final                   | Ganador                | Segundo Lugar | Tercer Lugar   | Cuarto Lugar | Entrenador Ganador | Presentador  | Coaches (Orden de las Sillas) | Coaches (Orden de las Sillas) | Coaches (Orden de las Sillas) | Coaches (Orden de las Sillas) | Cadena |
| Temporada | Inicio                  | Final                   | Ganador                | Segundo Lugar | Tercer Lugar   | Cuarto Lugar | Entrenador Ganador | Presentador  | 1                             | 2                             | 3                             | 4                             | Cadena |
| --------- | ----------------------- | ----------------------- | ---------------------- | ------------- | -------------- | ------------ | ------------------ | ------------ | ----------------------------- | ----------------------------- | ----------------------------- | ----------------------------- | ------ |
| 1         | 22 de diciembre de 2023 | 29 de diciembre de 2023 | María Ibukule "Toyemi" | Diana Larios  | Paula Espinosa | Daniel Gómez | Antonio Orozco     | Eva González | Fonsi                         | Pablo                         | Malú                          | Antonio                       |        |

## Formato
La Voz All Stars es la versión de La voz, donde los mejores concursantes que han pasado por el programa se enfrentan en una épica batalla para conseguir ser la mejor voz de España. Esta cuenta con tres fases diferentes durante la competencia.

### Fase 1: las audiciones a ciegas
En esta fase, los cuatro entrenadores estarán de espaldas a los participantes y se guiarán únicamente por su voz. Si la voz del concursante conquista a un miembro del jurado, este pulsará un botón que hará girar su silla para poder ver al participante. De esta manera, demostrará que desea que este concursante forme parte de su equipo. Si más de un entrenador oprime el botón, el participante tendrá la opción de decidir con cual de los cuatro quiere formarse en esta competición; pero si un único entrenador pulsa el botón, el concursante se irá a su equipo automáticamente. En caso de que nadie del jurado pulse el botón, significará que el participante no ha sido seleccionado.

### Fase 2: las batallas
En esta etapa, los entrenadores se verán obligados a reducir su equipo a un tercio. Deberán enfrentar a sus integrantes en un "ring". Quienes se enfrenten deberán demostrar quién tiene la mejor voz. Al final, cada entrenador tomará la decisión de a quién eliminar, que tendrá que abandonar la competición. Para que los entrenadores puedan tomar una decisión, son asesorados por otros cantantes.

### Fase 3: la gran final
Esta última fase del programa engloba dos partes: La semifinal y la final. Los finalistas cantarán temas individualmente, así como con sus respectivos entrenadores, además de las actuaciones con artistas invitados. Tras la primera eliminación, solo 4 concursantes pelearán por la victoria.
Los finalistas cantarán con sus coaches, una canción que los propios coaches escriban durante el programa para su finalista como carta de presentación.
El ganador se llevará el trofeo All Stars con la pelculiaridad a que una casa discográfica sea la que sea obtenga un contrato con el ganador.

## Temporadas

### Primera temporada (2023)

#### Coaches
| Nombre         | Edad    | Descripción            | Estilo musical |
| -------------- | ------- | ---------------------- | -------------- |
| Antonio Orozco | 49 años | Artista Consagrado     | Pop español    |
| Luis Fonsi     | 45 años | Estrella Internacional | Pop latino     |
| Malú           | 41 años | Artista Consagrada     | Pop español    |
| Pablo López    | 39 años | Artista Consagrado     | Pop español    |

#### Equipos
|   |                  | Equipo Antonio         | Equipo Fonsi           | Equipo Malú  | Equipo Pablo   |
| - | ---------------- | ---------------------- | ---------------------- | ------------ | -------------- |
|   | 1                | María Ibikule (Toyemi) | Daniel Gómez           | Diana Larios | Paula Espinosa |
| 2 | Javi Moya        | Gonzalo Alhambra       | Rafael Ruiz (El Bomba) | Ana González |                |
| 3 | Miguelichi López | Andrés Balado          | Besay Pérez            | Curricé      |                |
| 4 | Auba Murillo     | Carlos Ángel Valdés    | Marina Jiménez         | Javier Erro  |                |

- Ganador
- Segundo Lugar
- Eliminado en el Top 8
- Eliminado en los Duelos

## Palmarés deLa Voz All Stars

### Concursantes
| Edición                       | Fecha | Ganador                | Subcampeón                               |  |
| ----------------------------- | ----- | ---------------------- | ---------------------------------------- |  |
| [ LVAS 1 ] La voz All Stars 1 | 2023  | María Ibukule (Toyemi) | Paula Espinosa Daniel Gómez Diana Larios |  |

### La Voz All Stars  (coaches)
| Edición                       | Fecha | Ganador        | Subcampeón                  |
| ----------------------------- | ----- | -------------- | --------------------------- |
| [ LVAS 1 ] La Voz All Stars 1 | 2023  | Antonio Orozco | Pablo López Malú Luis Fonsi |

## Audiencias

### La Voz All Stars: ediciones
| Edición                            | Fecha | Cadena   | Espectadores | Cuota de pantalla | Gran final        |
| ---------------------------------- | ----- | -------- | ------------ | ----------------- | ----------------- |
| La Voz All Stars : Primera edición | 2023  | Antena 3 | 1 087 000    | 13,8%             | 1 147 000 (14,1%) |